# Dhadkan
Dhadkan (hindi: धड़कन; urdu: دھڑکن; italiano: "Batticuore") è un film indiano del 2000 diretto da Dharmesh Darshan e con protagonisti Akshay Kumar, Shilpa Shetty e Sunil Shetty impegnati in un triangolo d'amore. Per la sua interpretazione Shetty ha vinto un Filmfare Awards come "miglior cattivo". Il film era candidato anche come miglior film e miglior regista.